# Gilbert Gottfried
Gilbert Jeremy Gottfried (Brooklyn, 28 de febrero de 1955 - Manhattan, 12 de abril de 2022) fue un actor y comediante estadounidense. Como comediante se caracterizaba por una voz chillona exagerada y el énfasis en el humor crudo. Fue la voz de Iago en las película animada Aladdín (1992), así como en sus secuelas, serie de televisión y videojuegos. También interpretó a Digit LeBoid en el programa Cyberchase de PBS Kids y a Kraang Subprime en Las tortugas ninja. Apareció además en la película Problem Child de 1990.
Originalmente fue la voz del Pato Aflac, pero fue despedido por la empresa Aflac el 14 de marzo de 2011 debido a las bromas inapropiadas en línea, por lo que pronto fue sustituido por Daniel McKeague el 26 de abril de 2011.
Desde 2014 presentó el podcast Gilbert Gottfried's Amazing Colossal Podcast, que se publicaba cada semana con debates sobre películas clásicas y entrevistas con celebridades, la mayoría de las veces con actores, comediantes, músicos y escritores de comedia veteranos. Además esta publicado un documental sobre la vida y la carrera de Gottfried llamado Gilbert que se estrenó en 2017.

## Biografía
Nació en Brooklyn, Nueva York, hijo de Lillian (Zimmerman), ama de casa, y Max Gottfried, que atendía una ferretería con su padre, encima de la cual vivía la familia. A los 15 años, comenzó a hacer stand-up amateur en la ciudad de Nueva York y después de unos años, se hizo conocido en Nueva York como "el comediante de los comediantes". En 1980, Saturday Night Live estaba en una etapa de renovación y los productores le contactaron y lo contrataron como miembro del reparto para la sexta temporada. Su personalidad en los sketches SNL eran muy diferentes de la personalidad con la que fue popular más adelante: rara vez (o nunca) hablaba con su característica voz chillona y desagradable y nunca entrecerraba los ojos. Durante los 12 episodios que duró su participación se le dio muy poco tiempo al aire y rara vez se lo usó en sketches. El recuerda que el punto más bajo en su participación en SNL fue tener que interpretar un cadáver en un sketch sobre un organista deportivo contratado para tocar música inapropiada en un funeral. A pesar de esto, tenía un personaje recurrente (Leo Waxman, esposo de Pinky Waxman en el programa recurrente de entrevistas "What's it all about?") y dos personificaciones de celebridades: David A. Stockman y el controvertido director de cine Roman Polanski.
También interpretó al contador Sidney Bernstein en la película Beverly Hills Cop II de 1987, que lo reunió con su amigo y ex alumno de SNL, Eddie Murphy.
A fines de la década de 1980, fue el invitado favorito de Howard Stern, a menudo personificando a Andrew "Dice" Clay, Bela Lugosi como Drácula y un senil Groucho Marx.
Aunque no era habitual, también apareció en The Amazing Live Sea Monkeys, además de doblar al dentista Bender y su hijo Wendell en Los padrinos mágicos y también dobló al personaje Jerry the Belly Button Elf en Ren and Stimpy. Tres de sus papeles más destacados llegaron en 1990, 1991 y 1992, cuando interpretó al agente de adopción Igor Peabody en Problem Child y Problem Child 2 y al loro Iago en Aladdin. Gottfried repitió el papel en Aladdin: The Return of Jafar, Aladdin and the King of Thieves, la serie de televisión y otros materiales multimedia, como Kingdom Hearts y House of Mouse. Sin embargo, la voz del personaje finalmente fue reinterpretada por Alan Tudyk para la nueva versión de 2019. Gottfried también prestó su voz a Berkeley Beetle en Thumbelina de 1994.
Fue el presentador de la edición sabatina de USA Up All Night durante toda la transmisión del programa desde 1989 hasta 1998.
Falleció el 12 de abril de 2022 a causa de una taquicardia ventricular, provocada por una distrofia miotónica tipo 2.

## Controversias

### 911 y Los Aristócratas
En 2001, una semana después de los atentados de las Torres Gemelas, Gottfried participó en un Roast de Comedy Central en homenaje al jefe del imperio Playboy, Hugh Hefner, en el cual contó un chiste que fue rechazado y abucheado por el público. "Espero que esto termine pronto. Mañana tengo que estar en California y no encontré ningún vuelo directo, solo uno con parada en el Empire State Building". Este acto causó gran controversia en los Estados Unidos, ya que el mismo Gilbert contó por primera vez en televisión la reconocida broma de Los Aristócratas.

## Filmografía
| Año  | Título                                              | Papel                                    | Notas                                                |
| ---- | --------------------------------------------------- | ---------------------------------------- | ---------------------------------------------------- |
| 1984 | The House of God                                    | Paramédico                               |                                                      |
| 1985 | Bad Medicine                                        | Tony Sandoval                            |                                                      |
| 1987 | Beverly Hills Cop II                                | Sidney Bernstein                         |                                                      |
| 1988 | Hot to Trot                                         | Dentista                                 |                                                      |
| 1988 | Katy Meets the Aliens                               | X (voz)                                  | Versión en inglés                                    |
| 1989 | Never on Tuesday                                    | Lucky Larry Lupin                        |                                                      |
| 1990 | The Adventures of Ford Fairlane                     | Johnny Crunch                            | Nominado — Razzie al peor actor de reparto           |
| 1990 | Seriously...Phil Collins                            | Roger                                    |                                                      |
| 1990 | Problem Child                                       | Mr. Peabody                              | Nominado — Razzie al peor actor de reparto           |
| 1990 | Look Who's Talking Too                              | Joey, instructor de gimnasio             | Nominado — Razzie al peor actor de reparto           |
| 1991 | Problem Child 2                                     | Mr. Peabody                              |                                                      |
| 1991 | Horror Hall of Fame 2                               | Boris                                    |                                                      |
| 1991 | Highway to Hell                                     | Hitler                                   |                                                      |
| 1992 | Aladdín                                             | Iago (voz)                               |                                                      |
| 1994 | House Party 3                                       | Luggage Clerk                            |                                                      |
| 1994 | Thumbelina                                          | Berkeley Beetle (Mr. Beetle) (voz)       |                                                      |
| 1994 | The Return of Jafar                                 | Iago the Parrot (voz)                    | Direct-to-video                                      |
| 1994 | Saved by the Bell: Wedding in Las Vegas             | Burt Banner                              |                                                      |
| 1994 | Double Dragon                                       | Walter                                   |                                                      |
| 1995 | The Magic Gift of the Snowman                       | Charlatan (voz)                          |                                                      |
| 1995 | Problem Child 3: Junior in Love                     | Dr. Peabody                              |                                                      |
| 1996 | Aladdin and the King of Thieves                     | Iago the Parrot (voz)                    | Direct-to-video                                      |
| 1996 | Be Cool about Fire Safety!                          | Seymour Smoke (voz)                      |                                                      |
| 1996 | Escape from It's a Wonderful Life                   | Hombre enojado en el pórtico             |                                                      |
| 1997 | Meet Wally Sparks                                   | Mr. Harry Karp                           |                                                      |
| 1997 | Def Jam's How to Be a Player                        | Tony the Doorman                         |                                                      |
| 1998 | Dr. Dolittle                                        | Perro compulsivo (voz)                   |                                                      |
| 1999 | Goosed                                              | Alan Levy                                |                                                      |
| 2001 | Longshot                                            | Mr. Chadwick                             |                                                      |
| 2002 | Mickey's House of Villains                          | Iago the Parrot (voz)                    | Direct-to-video                                      |
| 2004 | The Amazing Floydini                                | Dueño de tienda mágica                   |                                                      |
| 2004 | Back by Midnight                                    | Guardia de seguridad                     |                                                      |
| 2004 | Funky Monkey                                        | Dr. Spleen                               |                                                      |
| 2004 | Lemony Snicket's A Series of Unfortunate Events     | Duck                                     |                                                      |
| 2005 | The Aristocrats                                     | Él mismo                                 |                                                      |
| 2006 | Farce of the Penguins                               | "I'm Freezing My Nuts Off" Penguin (voz) |                                                      |
| 2007 | Disney Princess Enchanted Tales: Follow Your Dreams | Iago the Parrot (voz)                    | Direct-to-video                                      |
| 2008 | Gilbert Gottfried: Dirty Jokes                      | Él mismo                                 |                                                      |
| 2009 | The Lindabury Story                                 | Él mismo                                 |                                                      |
| 2009 | Jack and the Beanstalk                              | Grayson el ganzo                         |                                                      |
| 2011 | Miss December                                       | Policía                                  |                                                      |
| 2013 | Beecher Baby Bouncer                                | Él mismo                                 |                                                      |
| 2014 | A Million Ways to Die in the West                   | Abraham Lincoln                          |                                                      |
| 2016 | The Comedian's Guide to Survival                    | Él mismo                                 |                                                      |
| 2016 | Director's Cut                                      | Superintendente                          |                                                      |
| 2016 | Unbelievable!!!!                                    | Major LeGrande Bushe                     |                                                      |
| 2016 | Gender Bender                                       | Dr. Montalto                             |                                                      |
| 2016 | Life, Animated                                      | Él mismo                                 |                                                      |
| 2016 | The Comedian                                        | Gilbert Gottfried                        |                                                      |
| 2016 | Hospital Arrest                                     | Jerome Carter                            |                                                      |
| 2017 | Gilbert                                             | Himself                                  |                                                      |
| 2017 | 80s Creature House                                  | Grim Reaper                              |                                                      |
| 2017 | Animal Crackers                                     | Mario Zucchini (voz)                     |                                                      |
| 2018 | Abnormal Attraction                                 | Pig Man                                  |                                                      |
| 2018 | Boy Band                                            | Mort (voice)                             |                                                      |
| 2019 | Super Gidget                                        | Infestor (voz)                           | Short                                                |
| 2020 | A Wrestling Christmas Miracle                       | Rice                                     |                                                      |
| 2020 | The Truth About Santa Claus                         | Dr. Leland                               |                                                      |
| TBA  | Hassle at the Castle                                | Ratley                                   | Pre-producción; última película, Lanzamiento póstumo |

### Televisión
| Año       | Título                                                                     | Papel                                    | Notas                                                                                            |
| --------- | -------------------------------------------------------------------------- | ---------------------------------------- | ------------------------------------------------------------------------------------------------ |
| 1980-1981 | Saturday Night Live                                                        | Varios                                   | Cast member; 12 episodios                                                                        |
| 1983-1984 | Thicke of the Night                                                        | Varios                                   |                                                                                                  |
| 1987      | The Cosby Show                                                             | Mr. Babcock                              | "Say Hello to a Good Buy"                                                                        |
| 1989-1998 | USA Up All Night                                                           | anfitrió de Saturday night               |                                                                                                  |
| 1990      | Superboy                                                                   | Nick Knack                               | 2 episodios                                                                                      |
| 1991      | Night Court                                                                | Oscar Brown                              |                                                                                                  |
| 1993-1995 | Bonkers                                                                    | Two-Bits (voz)                           | 2 episodios                                                                                      |
| 1993      | Problem Child                                                              | Mr. Peabody                              |                                                                                                  |
| 1993-1994 | Late Night with Conan O'Brien                                              | Varios                                   |                                                                                                  |
| 1994      | Living Single                                                              | Larry Friedlander                        |                                                                                                  |
| 1994-1995 | Aladdin                                                                    | Iago the Parrot (voz)                    | 83 episodios                                                                                     |
| 1994      | The Ren & Stimpy Show                                                      | Jerry the Bellybutton Elf / Adonis (voz) |                                                                                                  |
| 1994-1997 | Duckman                                                                    | Art DeSalvo (voz)                        | Rol recurrente; 4 episodios                                                                      |
| 1994-1995 | Wings                                                                      | Lewis                                    | Anfitrión; 3 episodios                                                                           |
| 1995      | Married... with Children                                                   | Él mismo                                 | "Ship Happens"                                                                                   |
| 1995      | Adventures in Wonderland                                                   | Mike McNasty                             | "Pie Noon"                                                                                       |
| 1995      | Mad About You                                                              | Maestro de Spanky                        | "The Couple"                                                                                     |
| 1995      | Bump in the Night                                                          | Stink Bug (voz)                          |                                                                                                  |
| 1995      | Aladdin on Ice                                                             | Iago the Parrot (voz)                    | TV movie                                                                                         |
| 1995-1996 | Twisted Tales of Felix the Cat                                             | Personajes adicionales (voz)             | 4 episodios                                                                                      |
| 1996      | Are You Afraid of the Dark?                                                | Roy                                      | "The Tale of Station 109.1"                                                                      |
| 1996      | In the House                                                               | Mr. Comstock                             |                                                                                                  |
| 1996      | Adventures from the Book of Virtues                                        | Voces adicionales                        |                                                                                                  |
| 1996      | Escape From It's a Wonderful Life                                          | Hombre enojado en pórtico                |                                                                                                  |
| 1996      | Big Bag                                                                    | Él mismo                                 | Troubles the Cat segment                                                                         |
| 1997-1998 | Superman: The Animated Series                                              | Mister Mxyzptlk (voz)                    | 2 episodios                                                                                      |
| 1997      | Bear in the Big Blue House                                                 | Large Possum (voz)                       | "Welcome to Woodland Valley Part 2"                                                              |
| 1998      | Cosby                                                                      | Cellmate                                 | "Fifteen Minutes of Fame"                                                                        |
| 1998      | Noddy                                                                      | Jack Frost                               | "Jack Frost is Coming to Town"                                                                   |
| 1998      | Hercules                                                                   | Ministro Clion (voz)                     |                                                                                                  |
| 1999      | Dilbert                                                                    | Accounting Troll (voz)                   | "Hunger"                                                                                         |
| 1999      | Dr. Katz, Professional Therapist                                           | Él mismo                                 | Episodios 503 y 506                                                                              |
| 1999      | Timon & Pumbaa                                                             | The Woodpecker (voz)                     |                                                                                                  |
| 2000      | Clerks: The Animated Series                                                | Jerry Seinfeld, Patrick Swayze (voces)   |                                                                                                  |
| 2001-2002 | The Fairly OddParents                                                      | Dr. Bender / Wendel (voices)             | 3 episodios                                                                                      |
| 2001-2003 | Disney's House of Mouse                                                    | Iago the Parrot (voz)                    | 7 episodios                                                                                      |
| 2002-2022 | Cyberchase                                                                 | Digit, Widget (voces)                    | Daytime Emmy [Nominado] Outstanding New Approaches - Daytime Children's Daytime Emmy Awards 2009 |
| 2002      | Son of the Beach                                                           | Noccus Johnstein                         | "Chip's A Goy" y Hamm Stroker's Suck My Blood                                                    |
| 2002      | Celebrity Deathmatch                                                       | Él mismo (voz)                           | "Gottfried in the Arena"                                                                         |
| 2003      | Becker                                                                     | Alan                                     |                                                                                                  |
| 2003      | CSI: Crime Scene Investigation                                             | Cómico                                   | "Last Laugh"                                                                                     |
| 2004      | Home Movies                                                                | Tonko the Parrot (voz)                   |                                                                                                  |
| 2004      | The Tonight Show with Jay Leno                                             | Varios segmentos                         | 8 episodios                                                                                      |
| 2004      | Celebrity Paranormal Project                                               |                                          |                                                                                                  |
| 2004      | I Love Toys                                                                |                                          |                                                                                                  |
| 2004      | Bravo's 100 Scariest Movie Moments                                         | Él mismo                                 | Parte I: 100-81                                                                                  |
| 2005      | Billy and Mandy Save Christmas                                             | Santa Claus (voz)                        | Película de TV                                                                                   |
| 2007      | The Emperor's New School                                                   | Voces adicionales                        | Temporada 2, Episodio 11                                                                         |
| 2007      | Family Guy                                                                 | Caballo (voz) / Silvador de Perro (voz)  | Episodios: "Boys Do Cry" / "Big Trouble in Little Quahog"                                        |
| 2007      | My Gym Partner's a Monkey                                                  | Rick Platypus (voz)                      | "That Darn Platypus"                                                                             |
| 2008      | Hannah Montana                                                             | Barney Bitman                            | "(We're So Sorry) Uncle Earl"                                                                    |
| 2008      | I Love the New Millennium                                                  |                                          | 4 Episodios                                                                                      |
| 2008      | Comedy Central Roast: Bob Saget                                            | Él mismo                                 |                                                                                                  |
| 2008      | The Replacements                                                           | Él mismo                                 | "A Buzzwork Orange"                                                                              |
| 2008      | Back at the Barnyard                                                       | Barn Buddy (voz)                         | "Barn Buddy"                                                                                     |
| 2008      | Big & Small                                                                | Small (voz)                              |                                                                                                  |
| 2008      | Sesame Street                                                              | Denny el Distractor                      | "Hurry Up, You're Running Out of Time"                                                           |
| 2008      | The View                                                                   | Horny el Duende                          | Joy's Month in ReView                                                                            |
| 2008      | The Weird Al Show                                                          | Él mismo                                 |                                                                                                  |
| 2008      | Pyramid                                                                    | Él mismo                                 | Celebridad invitada                                                                              |
| 2008      | Hollywood Squares                                                          | Él mismo                                 | Regular                                                                                          |
| 2009      | Star-ving                                                                  | Él mismo                                 | "Gilbert's Kid"                                                                                  |
| 2009      | Comedy Central Roast: Joan Rivers                                          | Él mismo                                 |                                                                                                  |
| 2009      | Seth MacFarlane's Cavalcade of Cartoon Comedy                              | Él mismo                                 |                                                                                                  |
| 2010      | 'Til Death                                                                 | Tommy                                    | Invitado                                                                                         |
| 2010      | Comedy Central Roast: David Hasselhoff                                     | Él mismo                                 |                                                                                                  |
| 2010      | Robotomy                                                                   | Tickle Me Psycho (voz)                   | "The Playdate"                                                                                   |
| 2011      | Comedy Central Roast: Donald Trump                                         | Él mismo                                 |                                                                                                  |
| 2011      | Roast of Facebook                                                          | Twitter                                  |                                                                                                  |
| 2011      | Law & Order: Special Victims Unit                                          | Leo Gerber                               | 2 episodios                                                                                      |
| 2012      | Comedy Central Roast: Roseanne Barr                                        | Él mismo                                 |                                                                                                  |
| 2012      | The Burn with Jeff Ross                                                    | Él mismo                                 |                                                                                                  |
| 2013-2014 | TruTV Presents: World's Dumbest...                                         | Él mismo                                 |                                                                                                  |
| 2013      | Rachael vs. Guy: Celebrity Cook-Off                                        | Él mismo                                 |                                                                                                  |
| 2013      | Celebrity Wife Swap                                                        | Él mismo                                 | "Gilbert Gottfried/Alan Thicke"                                                                  |
| 2013      | Mad                                                                        | Linkong, Father, Crash (voces)           |                                                                                                  |
| 2014      | Randy Cunningham: 9th Grade Ninja                                          | Ranginald Bagel (voz)                    |                                                                                                  |
| 2014      | The Celebrity Apprentice 7                                                 | Él mismo                                 |                                                                                                  |
| 2014      | Dinner with Friends with Brett Gelman and Friends                          | Él mismo                                 |                                                                                                  |
| 2014      | Elf: Buddy's Musical Christmas                                             | Mr. Greenway (voz)                       |                                                                                                  |
| 2014      | Last Comic Standing                                                        | Él mismo                                 |                                                                                                  |
| 2014      | Big Brother 16                                                             | Otev (voz)                               |                                                                                                  |
| 2014      | Newbridge Tourism Board Presents: We're Newbridge, We're Comin' To Get Ya! | Él mismo                                 |                                                                                                  |
| 2014      | Anger Management                                                           | Dudley                                   | Invitado                                                                                         |
| 2014-2022 | Akame Ga Kill Abridged                                                     | Generic Male Friend (voz)                | Online web show                                                                                  |
| 2014-2016 | Teenage Mutant Ninja Turtles                                               | Kraang Subprime (voz)                    | 6 episodios                                                                                      |
| 2016      | Mighty Magiswords                                                          | Prohyas' Stomach (voz)                   | Invitado                                                                                         |
| 2016      | Sharknado: The 4th Awakens                                                 | Ron McDonald                             | Película de TV                                                                                   |
| 2017      | The Marvelous Mrs. Maisel                                                  | Strip Club MC                            | Episodio: "Piloto"                                                                               |
| 2017      | Justice League Action                                                      | Mister Mxyztplk (voz)                    | 3 episodios                                                                                      |
| 2017-2019 | Last Week Tonight with John Oliver                                         | Jared Kushner (voz) / Él mismo           | 4 episodios                                                                                      |
| 2017      | Sharknado 5: Global Swarming                                               | Ron McDonald                             | Película de TV                                                                                   |
| 2017      | Episodes                                                                   | Él mismo                                 | Temporada 5, Episodio 1                                                                          |
| 2017      | Cash Cab                                                                   | Él mismo                                 |                                                                                                  |
| 2017      | The Untitled Action Bronson Show                                           | Él mismo                                 | Temporada 1, Episodio 7                                                                          |
| 2018      | Crashing                                                                   | Él mismo                                 | Episodio: "The Atheist"                                                                          |
| 2018      | The Last Sharknado: It's About Time                                        | Rand McDonald                            | Película de TV                                                                                   |
| 2018      | The Tom and Jerry Show                                                     | Genie (voz)                              | Episodio: "Meanie Genie"                                                                         |
| 2018      | Arrested Development                                                       | ShoeDini Advertiser (voz)                | Episodio: "Sinking Feelings"                                                                     |
| 2019      | The Late Show with Stephen Colbert                                         | Él mismo/Redaction/Samantha/Lord Sexy    | 3 episodios                                                                                      |
| 2019      | Critters: A New Binge                                                      | Tío                                      | 5 episodios                                                                                      |
| 2019      | Historical Roasts                                                          | Adolf Hitler                             | Episodio: "Anne Frank"                                                                           |
| 2019      | SpongeBob SquarePants                                                      | Él mismo (Cameo)/Sal(voz)                | "SpongeBob's Big Birthday Blowout"/"The Hankering" (2 Episodios)                                 |
| 2020      | Karate Tortoise                                                            | Rat Bastard                              | Legend of the Shelled Vigilante                                                                  |
| 2021      | Kamp Koral: SpongeBob's Under Years                                        | Shecky (voz)                             | Episodio: "Wise Kraken"                                                                          |
| 2022      | Smiling Friends                                                            | God                                      | Episodio: "Charlie Dies and Doesn't Come Back"                                                   |

### Videojuegos
| Año  | Título                               | Papel           |
| ---- | ------------------------------------ | --------------- |
| 1999 | Disney's Arcade Frenzy               | Iago the Parrot |
| 2001 | Disney's Aladdin in Nasira's Revenge | Iago the Parrot |
| 2002 | Kingdom Hearts                       | Iago the Parrot |
| 2006 | Kingdom Hearts II                    | Iago the Parrot |
| 2014 | Lego Batman 3: Beyond Gotham         | Mister Mxyzptlk |
| 2018 | Lego DC Super-Villains               | Mister Mxyzptlk |
| 2020 | Angry Video Game Nerd 1 & 2 Deluxe   | Fred Fuchs      |

### Web
| Año  | Título                | Papel      | Notas                                                                        |
| ---- | --------------------- | ---------- | ---------------------------------------------------------------------------- |
| 2012 | CollegeHumor          | Él mismo   | Episodio: "Gilbert Gottfried Reads 50 Shades of Grey"                        |
| 2019 | Angry Video Game Nerd | Fred Fuchs | Episodio: "Life of Black Tiger"                                              |
| 2021 | SicCooper             | Él mismo   | Episodio: "We Purchased Another Small Sega Master System Collection + More!" |

### Comerciales
- MTV (1980s)[10]
- Pepsi (1991)[11]
- Pop-Tarts: Voz del tostador (1995)[10]
- Aflac: Voz de Aflac duck (2000-2011)
- Subway (2000)[12]
- Office XP: Voz de Clippy (2001)[13]
- Glad (2003)[10]
- Shoedini (2010)[14]
- Comerciales de Easterns Automotive Group (2012)[15][16]
- Eat24 (2015 Comercial del Super Bowl)[17]